# Aphanogmus bicolor
Aphanogmus bicolor is een vliesvleugelig insect uit de familie van de Ceraphronidae. De wetenschappelijke naam van de soort is voor het eerst geldig gepubliceerd in 1893 door Ashmead.